# Powiatul Kwidzyn
Powiat kwidzyński este o unitate administrativ-teritorială (powiat) din voievodatul Pomerania, în nordul Poloniei. Aceasta a fost înființat pe 1 ianuarie 1999, ca urmare a reformelor guvernamentale poloneze adoptate în 1998. Sediul administrativ este orașul Kwidzyn, care se află la 73 km sud de capitala regională Gdańsk.
Powiatul se întinde pe o suprafață de 835 km².

## Demografie
La 1 ianuarie 2013 populația powiatului a fost de 83.783 locuitori.
Date referitoare la populație (31 iunie 2011):
|  | Total  | Total | Femei  | Femei | Bărbați | Bărbați                    |
|  | oameni | %     | oameni | %     | oameni  | % Format:Demografia/raport |

### Evoluție
|  | Graficele sunt indisponibile din cauza unor probleme tehnice. Mai multe informații se găsesc la Phabricator și la wiki-ul MediaWiki. |

| Ani  | Populație (de pe 31 decembrie) |
| ---- | ------------------------------ |
| 1999 | 78 914                         |
| 2000 | 79 366                         |
| 2001 | 79 681                         |
| 2002 | 79 909                         |
| 2003 | 80 273                         |
| 2004 | 80 657                         |
| 2005 | 80 742                         |
| 2006 | 80 898                         |
| 2007 | 81 172                         |
| 2008 | 81 433                         |
| 2009 | 81 848                         |
| 2010 | 82 042                         |

## Comune

Comunele powiatului kwidzyński

| Stemă                      | Comună          | Tip     | Suprafață (km²) | Populație (2012) | Reședință |
|                            | Kwidzyn         | urbană  | 21,54           | 38 931           |           |
|                            | Comuna Prabuty  | rurbană | 197,13          | 13 373           | Prabuty   |
|                            | Comuna Kwidzyn  | rurală  | 207,37          | 11 119           | Kwidzyn*  |
|                            | Comuna Gardeja  | rurală  | 192,7           | 8 482            | Gardeja   |
|                            | Comuna Ryjewo   | rurală  | 103,71          | 5 985            | Ryjewo    |
|                            | Comuna Sadlinki | rurală  | 112,25          | 5 893            | Sadlinki  |
| * nu face parte din comună |                 |         |                 |                  |           |